# フェリックス・クライン
フェリックス・クリスティアン・クライン（Felix Christian Klein, 1849年4月25日 - 1925年6月22日）は、ドイツの数学者。群論と幾何学との関係、関数論などの発展に寄与した。クラインの壺の考案者。ダフィット・ヒルベルトやアンリ・ポアンカレといった次の世代の数学者に影響を与えた。

## 略歴
プロイセン王国政府の首長秘書だった父のもとデュッセルドルフに生まれ、ボン大学にてプリュッカーの指導により数学を学んだ。この時代のヨーロッパは緊張が続いており、プロイセンがフランスとの普仏戦争に至ったときは衛生兵としてプロイセン軍に従事した。ここで後に教育大臣となるフリードリヒ・アルトホフと出会っている。
戦争の後の1872年、23歳という異例の若さでエアランゲン大学の教授に就任することになった。リーとジョルダンから群論を学んで幾何学へ応用し、このときの就任講演として彼の大きな業績のひとつであるエルランゲン・プログラムが企画された。
1875年にはミュンヘン工科大学教授に就き、また哲学者ゲオルク・ヴィルヘルム・フリードリヒ・ヘーゲルの孫アンネ・ヘーゲルと結婚した。
1880年にはライプツィヒ大学で教鞭をとるようになり、翌1881年初頭、フランスの科学アカデミーが1878年に提示した微分方程式に関するコンクールの問題についてポアンカレが発表した論文を読んだことで彼と交流を始める。ポアンカレとの文通は最初は温和なものだったが、次第に皮肉の混じったものになっていき、最終的にはお互いの国にまで批判が及ぶようなものになり、1882年にポアンカレが書いた手紙を最後に文通は途切れることになる。この2人の対立はお互いに相当大きな負担になったといわれる。
最後の手紙の数か月後、クラインはうつ病にかかり休養を余儀なくされる。この後クラインは研究よりも教育に力を入れるようになり、ヒルベルトやマックス・デーンなどの数学者を育てた。このときにもクラインのポアンカレへの反感は消えておらず、ヒルベルトをポアンカレの元に留学させたときも「ポアンカレは大した結果がない場合でもとにかく論文を書きたがるが、パリでそういう批判は聞かないか」とヒルベルトに尋ねたりし、ポアンカレが解けなかった予想（ポアンカレ予想）をデーンが解いたと思い込んだときには「先を越される前に早く発表しろ」と急かしたりしたという。
また数学雑誌「Mathematisches Annalen」を刊行し、教育改革にも取り組んだ。
1885年にロンドン王立協会の外国人会員となる。1886年にゲッティンゲン大学教授に就任。1912年にコプリ・メダルを受けている。1913年に健康上の理由でゲッティンゲン大学を退職したが、その後数年ほどは自宅で講義を続けていた。ゲッティンゲンにて没。

## 功績
彼の幾何学における最も重要な業績ともいわれるのがエルランゲン・プログラム（変換と不変量を基にした幾何学の特徴付け）であり、クラインがエアランゲン大学の教授だった頃に作られたことにちなむ。
彼は幾何学を図形（空間）にある変換を施したときに変わらない性質を研究する学問であるとした。集合論の言葉を用いれば与えられた集合と変換群が与えられ、その変換に対して変化しない集合の性質を調べることと言い換えられる。例えばユークリッド幾何学では回転、鏡映、平行移動の3つの変換（正確には単位元として全く動かさない変換である恒等変換がある。これらは合わせてユークリッド変換、剛体変換などと呼ばれ、それらのなす群をユークリッド群と呼ぶ）が許されており、不変量としては長さ、角度、面積などが挙げられる。また射影幾何学においては射影変換が許されているので角度や長さは不変量とはならないが、直線はあくまでも直線であり複比も保存される。クラインは射影変換群がユークリッド群より本質的に大きいことを示した。つまり射影幾何学とユークリッド幾何学は構造的に異なるということである。この成果は射影幾何学における最後の大発見ともいわれる。
位相幾何学（トポロジー）では連続変換（ホメオモルフィズム）が許されておりこのときは図形の連結性以外は保存されない。トポロジーにおける不変量としてはオイラー標数やベッチ数、ホモトピー群などがあるが完全な分類に使えるものは発見されていない。これはポアンカレ予想にもつながるものだが、前述のようにクラインはトポロジーの基礎を築き上げたポアンカレと対立していたためこの問題の解決にも相当な知恵を傾けたといわれる。この特徴付けの最も大きな意味はいままで雑多に創り出されてきた数々の幾何学が分類しなおされたことである。
彼のプログラムに従わなかったものとしてリーマン幾何学がある。この幾何学では空間の普遍性を仮定していないため一般に可能な変換は恒等変換だけになってしまう。この不備はクラインの後に修正された。この幾何学の分類という問題は彼の教え子であったヒルベルトの公理系による幾何学を含めた数学の諸分野の体系付けという新たな道にも影響を与えることになる。
クラインはカール・フリードリヒ・ガウスやベルンハルト・リーマンの創始した多様体論にも大きな功績を残している。彼は微分幾何学の分野では多様体に持たせる幾何構造は剛体変換を可能にすることができる自然なものにすべきだとし（これは前述のエアランゲン・プログラムで扱うことができる「幾何学」である）、2次元多様体は全て3種類の自然な幾何構造を持つと信じた。クラインは正しさを確信していたが、結局証明はできなかった。これの完全な証明は1907年にポアンカレとパウル・ケーベによってそれぞれ独立になされ、一意化定理と呼ばれている。これは幾何化予想などその後の幾何構造の研究に大きな影響を与えた。また1882年の著書「代数関数とその積分に関するリーマンの理論」にて複素関数を幾何学へと応用し、複素多様体論を開拓した。
さらに位相幾何学の分野では向き付け不可能な閉曲面を初めて発見した。この多様体はクラインの壺といわれている。なお「クライン」にはドイツ語で「小さい」という意味があることからクラインの壺のことを「小さい壺」と書いた本がしばしば見受けられる。これはトポロジーでは大きさを考えないことに掛けたジョークである。

## 著書
- 『独逸ニ於ケル数学教育　ふぇりっくす・くらいん講演』林鶴一・武辺松衛訳、大日本図書、1921年。NDLJP:937631。
- 『高い立場からみた初等数学』 第1、遠山啓監訳、商工出版社〈数学選書〉、1959年。NDLJP:1377822。
- 『高い立場からみた初等数学』 第2、遠山啓監訳、商工出版社〈数学選書〉、1960年。NDLJP:2421970。
- 『高い立場からみた初等数学』 第3、遠山啓監訳、商工出版社〈数学選書〉、1961年。NDLJP:2421973。
- 『高い立場からみた初等数学』 第4、遠山啓監訳、東京図書〈数学選書〉、1961年。NDLJP:1378927。
- ヒルベルト、クライン『幾何学の基礎／エルランゲン・プログラム』寺阪英孝・大西正男訳・解説、共立出版〈現代数学の系譜 7〉、1970年。ISBN 4-320-01160-0。
- ペリー、クライン『数学教育改革論』丸山哲郎訳、明治図書出版〈世界教育学選集 70〉、1972年。
- 『クライン：19世紀の数学』石井省吾・渡辺弘訳、共立出版、1995年9月。ISBN 4-320-01493-6。
- 『正20面体と5次方程式』関口次郎訳、シュプリンガー・フェアラーク東京〈シュプリンガー数学クラシックス〉、1997年4月。ISBN 4-431-70692-5。
  - 『正20面体と5次方程式』関口次郎・前田博信訳（改訂新版）、シュプリンガー・フェアラーク東京〈シュプリンガー数学クラシックス 第5巻〉、2005年10月。ISBN 4-431-71118-X。